# Pont-du-Navoy
Pont-du-Navoy è un comune francese di 248 abitanti situato nel dipartimento del Giura nella regione della Borgogna-Franca Contea.

## Società

### Evoluzione demografica
Abitanti censiti